# Worms
Worms — серія покрокових комп'ютерних ігор жанру артилерія розроблених компанією Team17. Кожний гравець контролює невеличкий (до 8) загін черв'яків розташованих на ландшафті, що може деформуватись під дією різноманітних сил, таких як вибухи під час використання зброї, або інших додаткових елементів ландшафту (ящики з постачанням, бочки з напалмом). Кожний загін черв'яків має битися з іншими загонами, які контролюються іншими гравцями або комп'ютером. Гра виділяється яскравою та смішною мультяшною анімацією та різноманітним арсеналом незвичайної зброї.
Концепція гри була розроблена Енді Девідсоном (англ. Andy Davidson), і була описана ігровою пресою як дещо середнє між іграми Cannon Fodder і Lemmings. Іншими схожими іграми є Scorched Earth, Scorched 3D і Gorilla.

## Ігри серії
Серія ігор Worms складається з різних ігор, які можна категоризувати за різними поколіннями згідно з ігровим двигуном на якому вони основані:
| 2D варіанти | 2D варіанти                                                           | 2D варіанти                                                                                               | 3D варіанти                                                                  |
| Перше покоління | Друге покоління                                                       | Третє покоління                                                                                           |                                                                              |
| --- | --------------------------------------------------------------------- | --- | ---------------------------------------------------------------------------- |
| - Worms (1995) - Worms Reinforcements (1995) - Worms & Reinforcements United (1996) - Worms: The Director's Cut (1997) | - Worms 2 (1997) - Worms Armageddon (1999) - Worms World Party (2001) | - Worms: Open Warfare (2006) - Worms (2007) - Worms: Open Warfare 2 (2007) - Worms: A Space Oddity (2008) | - Worms 3D (2003) - Worms Forts: Under Siege (2004) - Worms 4: Mayhem (2005) |

## Клони
До ігор, що базуються на концепції Worms, належать WarMUX та Hedgewars (open source, для Linux, Macintosh, Windows), Hogs of War (тривимірний варіант зі свиньми, для PlayStation and PC) та Snails для Pocket PC. В ігри з подібною концепцією Liero, Wurmz! та Gusanos грають не покроково, а в реальному часі. Іншіш подібні ігри: Arcanists (створена Jagex Games Studio, відомою за MMORPG RuneScape), Blast Angle (створена лондонською Neuchatel Ltd. для iPhone і iPad.